# Pana Pana
Pana Pana ist ein nicht-kommunalisiertes Gebiet im Departement Guainía in Kolumbien. Es hat 2224 Einwohner. Es liegt auf 164 m über dem Meeresspiegel.